# Omissus
Omissus  (Larus argentatus omissus) er en variant af sølvmåge. Den minder stort set om en almindelig sølvmåge, men har i modsætning til den almindeligt forekommende art Larus argentatus gule ben. 
Der er meget lidt forskning og dokumentation om omissus-varianten. Nogle forskere og ornitologer mener, at det kan være en art for sig selv.
Omissus kan forveksles med middelhavssølvmågen, men omissus har ikke så tydeligt lysegule ben som middelhavssølvmågen.